# Rosenbad
Rosenbad é um edifício situado no centro da cidade sueca de Estocolmo, no bairro de Norrmalm, onde está instalado o escritório do primeiro-ministro e a chancelaria do governo.  É neste edifío que têm lugar as reuniões do governo e as suas conferências de imprensa.

Foi erigido em 1902, em estilo jugendstil com motivos venezianos, concebido pelo arquiteto Ferdinand Boberg.

Rosenbad é o equivalente sueco do ”Downing Street” britânico e da ”Casa Branca” americana.